# Xochitepec
Xochitepec est un municipio du Morelos au Mexique.

Xochitepec (cabecera municipal), Atlacholoaya, Chiconcuac, Alpuyeca, Real del Puente et Unidad Morelos en sont les principales localités.

## Origine du nom
Xochitepec provient du nahuatl : Xochitl = "fleur" et Tepetl = "montagne" donc : "en la montagne des fleurs de Casahuate".

Le commerce engendré par la grande route de Mexico à Acapulco (el Camino Real) a provoqué la disparition de la riche culture indigène qui existait précédemment en ce lieu.

## Histoire de Xochitepec
Les Tlahuicas sont le premier groupe ethnique ayant habité à Xochitepec.
Xochitepec est mentionnée pour la première fois au XVIe siècle dans le Codex Moctezuma.

En 1911, au triomphe de la révolution maderiste, les rebelles du Morelos ont suivi Manuel Asúnsolo du Guerrero et ont commencé à réclamer et à occuper des
terres près de Xochitepec en avançant sur Cuernavaca.

En 1913, Emiliano Zapata publia un manifeste traitant Victoriano Huerta d’usurpateur indigne d'être président de la république, et appela à la révolte. En réponse, le
général Robles, qui soutenait Huerta, incendia Yecapixtla, Tepalcingo, Ayala et Xochitepec.